# 한국분석과학회
한국분석과학회(구 한국기계분석학회)는 분석과학 및 그 응용에 관한 학술과 기술의 발전 및 보급에 기여함으로써 과학과 기술의 진흥에 이바지함을 목적으로 1988년 7월 2일 설립허가된 대한민국 미래창조과학부 소관의 사단법인이다. 사무실은 서울특별시 마포구 마포대로 127, 1603호 (공덕동, 풍림VIP텔)에 있다.